# Czumowa Grapa
Czumowa Grapa, Cumowa Grapa, Grunwald, Sumowa Grapa – wzniesienie w Beskidzie Śląskim znajdujące się w widłach Soły i Bystrej (Kameszniczanki), administracyjnie w granicach wsi Milówka w województwie śląskim, w powiecie żywieckim.
W 1910 roku na szczycie wzniesiono pomnik z krzyżem na pamiątkę 500. rocznicy bitwy pod Grunwaldem. W grudniu 1943 roku pomnik został zburzony przez Hitlerjugend, a krzyż został zezłomowany. Pomnik odbudowano w 1984 roku, a odsłonięcia dokonano 26 maja 1984 roku. Na wzgórze rokrocznie 3 maja odbywa się procesja z kościoła Wniebowzięcia Najświętszej Maryi Panny w Milówce, po czym na szczycie obok krzyża zostaje odprawiona msza święta.
Nazwa wzniesienia pochodzi od spotykanego w tej części Żywiecczyzny nazwiska Czuma. Już w 1712 r. Jan Czuma był wymieniany jako właściciel piły (tartaku) w Milówce. Polana z przysiółkiem Czumówki znajduje się w sąsiedniej Kamesznicy, pod głównym grzbietem Beskidu Śląskiego w rejonie Gańczorki. Mazurzący górale żywieccy wymawiają nazwę wzniesienia jako „Cumowa Grapa”. Nazwa „Grunwald” jest potoczną nazwą miejscową, związaną ze wspomnianym krzyżem i utrwaloną dopiero w XX w.
W okolicy znajdują się ślady polskich okopów z okresu II wojny światowej. To tam oddział dowodzony przez kpr. Kleina bronił się 2 września 1939 roku (zob. obrona Milówki).
Ze szczytu widać m.in. masyw Baraniej Góry, Romankę i góry Grupy Wielkiej Raczy.